# Condado de Jasper (Iowa)
O Condado de Jasper é um dos 99 condados do estado norte-americano do Iowa. A sede do condado é Newton, que é também a sua maior cidade. O condado tem uma área de 1898 km² (dos quais 8 km² estão cobertos por água), uma população de 37 213 habitantes, e uma densidade populacional de 20 hab/km² (segundo o censo nacional de 2000). O condado foi fundado em 1846 e o seu nome é uma homenagem a William Jasper (c. 1750–1779) herói da Revolução Americana.